# Филип Карл Франц (Аренберг)
Филип Карл Франц фон Аренберг (на немски: Philipp Karl Franz von Arenberg; на френски: Philippe Charles François d'Arenberg; * 10 май 1663; † 25 август 1691, Петроварадин, Сърбия) от фамилията Аренберги, е от 1681 до 1691 г. третият херцог на Аренберг и деветият херцог на Арсхот. Той служи като полковник-вахтмайстер в императорската войска.

## Живот
Той е син на херцог Карл Евгений фон Аренберг (1633 – 1681) и съпругата му Мария Хенриета дьо Кусанс (1624 – 1701).
През 1678 г. на петнадесет години служи в Испанска Нидерландия. Както баща му той е гранд-баили и генерал-капитан на Хенегау.
На 12 февруари 1684 в Брюксел Филип се жени за Дона Мария Хенриета от Алкарето (* 20 септември 1671; † 22 февруари 1744), маркиза на Савона и Грана.
През 1691 г. той отива като полковник-вахтмайстер в императорската войска. През Турските войни той се бие в битката при Сланкамен (19 август 1691) против османците. Ранен е и умира от раните си след няколко дена на 25 август 1691 в Петроварадин, Сърбия, на 28 години.

## Деца
Филип Карл Франц и Дона Мария Хенриета имат две деца:
- Мария Анна (1689 – 1736), омъжена в Брюксел на 20 ноември 1707 за граф Франсоаз Егон де Ла Тур д'Оверн (* 15 декември 1675; † 26 юли 1710), свекъри на пфалцграф-херцог Йохан Христиан Йозеф фон Пфалц-Зулцбах
- Леополд Филип (1690 – 1754), херцог на Аренберг, Арсхот и Круа